# Стульгинський Владислав Гнатович
Стульгинський Владислав Гнатович (? — 12 травня 1918) — начальник залізниці Мерефа-Херсон (1913—1918), кавалер орденів Святого Святослава трьох ступенів, Святої Анни 2 і 3 ступенів, Святого Володимира 2, 3 і 4 ступенів.
Інженер шляхів сполучень. З 1890 року працює на Катерининській залізниці, до 1907 р. очолював її службу шляхів, впродовж 1907—1910 рр. — начальник. Запровадив на Південних залізницях ряд змін (реалізовано програму подовження приймально-відправних колій, вдосконалив звʼязок, здійснено централізацію стрілок на ряді станцій, організовано відпочинок дітей залізничників в Лозовій та Святогірську).
З 1913 року керував будівництвом залізниці Мерефа-Херсон.
Помер під час наради начальників залізниць Української Держави в кабінеті начальника Південно-Західних залізниць 12 травня 1918 року.